# Seznam voleb prezidenta Spojených států amerických
Seznam voleb prezidenta Spojených států amerických uvádí přehled voleb prezidenta ve Spojených státech amerických.
Americké prezidentské volby se konají vždy v úterý následující po prvním listopadovém pondělku. Předběžné výsledky jsou známy obvykle 12 hodin po uzavření volebních místností.
Po sečtení hlasů přichází na řadu volitelé. Počet volitelů v každém státě odpovídá jeho poměrnému zastoupení v Kongresu. Ten z kandidátů, který získá nejvíce hlasů v každém státě, získá všechny volitele daného státu.
Proces výběru sboru volitelů se mezi jednotlivými státy liší, ale většinou politické strany nominují volitele na celostátním stranickém sjezdu nebo hlasováním na zasedání ústředního výboru strany. Voliči v každém státě vyberou volitele při hlasování pro prezidenta a viceprezidenta v den všeobecných voleb. Prezidenta tedy volí sbor volitelů, nikoli lidové hlasování, ale obě hlasování jsou úzce spjata.
Sbor volitelů má celkem 538 hlasů; kandidát na prezidenta a viceprezidenta musí získat alespoň 270 (prostou většinu) z nich. Všechny státy s výjimkou dvou mají systém „vítěz bere vše“, v němž jsou kandidátovi, který ve státě získá od občanů nejvíce hlasů, přiděleny všechny hlasy sboru volitelů. Volitelé nejsou ze zákona povinni hlasovat pro vítězného kandidáta nebo podle stranických preferencí, ale jen výjimečně tohoto práva využijí.
Členové sboru volitelů se k hlasování scházejí obvykle v hlavním městě státu v prosinci. Hlasy sboru volitelů jsou pak zaslány do Washingtonu, kde v lednu probíhá jejich sčítání na společné schůzi Kongresu.

## Volby 1789
Zvolený kandidát musel získat minimálně 35 hlasů volitelů.
| Jméno             | Stát          | Hlasy Volitelů | Strana      |
| ----------------- | ------------- | -------------- | ----------- |
| George Washington | Virginie      | 69             | Nestraník   |
| John Adams        | Massachusetts | 34             | Federalista |

Do roku 1804 platilo, že kdo obsadil druhé místo, stal se automaticky viceprezidentem.
Pro George Washingtona hlasovalo 38 818 voličů, tj. 100 %.
Dalšími kandidáty byli John Jay (9 hlasů), Robert H. Harrison (6 hlasů), John Rutledge (6 hlasů), John Hancock (4 hlasy), George Clinton (3 hlasy), Samuel Huntington (2 hlasy), John Milton (2 hlasy), James Armstrong (1 hlas), Benjamin Lincoln (1 hlas) a Edward Telfair (1 hlas).

## Volby 1792
Zvolený kandidát musel mít minimálně 67 hlasů volitelů.
| Jméno             | Stát          | Hlasy Volitelů | Strana              |
| ----------------- | ------------- | -------------- | ------------------- |
| George Washington | Virginie      | 132            | Nestraník           |
| John Adams        | Massachusetts | 77             | Federalista         |
| George Clinton    | New York      | 50             | Demokrat-republikán |
| Thomas Jefferson  | Virginie      | 4              | Demokrat-republikán |
| Aaron Burr        | New York      | 1              | Demokrat-republikán |

Pro George Washingtona hlasovalo 13 332 voličů, tj. 100 %.

## Volby 1796
Zvolený kandidát musel mít minimálně 70 hlasů volitelů.
| Jméno                       | Stát           | Hlasy Volitelů | Strana              |
| --------------------------- | -------------- | -------------- | ------------------- |
| John Adams                  | Massachusetts  | 71             | Federalista         |
| Thomas Jefferson            | Virginie       | 68             | Demokrat-republikán |
| Thomas Pinckney             | Jižní Karolína | 59             | Federalista         |
| Aaron Burr                  | New York       | 30             | Demokrat-republikán |
| Samuel Adams                | Massachusetts  | 15             | Demokrat-republikán |
| Oliver Ellsworth            | Connecticut    | 11             | Federalista         |
| George Clinton              | New York       | 7              | Demokrat-republikán |
| John Jay                    | New York       | 5              | Federalista         |
| James Iredell               | Jižní Karolína | 3              | Federalista         |
| George Washington           | Virginie       | 2              | Nestraník           |
| John Henry                  | Maryland       | 2              | Demokrat-republikán |
| Samuel Johnston             | Jižní Karolína | 2              | Federalista         |
| Charles Cotesworth Pinckney | Jižní Karolína | 1              | Federalista         |

## Volby 1800
Zvolený kandidát musel mít minimálně 70 hlasů volitelů.
| Jméno                       | Stát           | Hlasy Voličů | %    | Hlasy Volitelů | Strana              |
| --------------------------- | -------------- | ------------ | ---- | -------------- | ------------------- |
| Thomas Jefferson            | Virginie       | 41 330       | 61,4 | 73             | Demokrat-rebublikán |
| Aaron Burr                  | New York       | -            | -    | 73             | Demokrat-republikán |
| John Adams                  | Massachusetts  | 25 952       | 38,6 | 65             | Federalista         |
| Charles Cotesworth Pinckney | Jižní Karolína | -            | -    | 64             | Federalista         |
| John Jay                    | New York       | -            | -    | 1              | Federalista         |

O vítězi voleb hlasovala Sněmovna reprezentantů Spojených států amerických.

## Volby 1804
Novinka 12. dodatek Ústavy Spojených států amerických kandidáti na prezidenta a viceprezidenta jsou na jedné kandidátce.
Zvolení kandidáti museli mít minimálně 89 hlasů volitelů.
| Jméno               | Stát           | Jméno          | Stát     | Hlasy Voličů | %    | Hlasy Volitelů | Strana                |
| ------------------- | -------------- | -------------- | -------- | ------------ | ---- | -------------- | --------------------- |
| Thomas Jefferson    | Virginie       | George Clinton | New York | 104 110      | 72,8 | 162            | Demokraté-republikáni |
| Charles C. Pinckney | Jižní Karolína | Rufus King     | New York | 38 919       | 27,2 | 14             | Federalisté           |

## Volby 1808
Zvolení kandidáti museli mít minimálně 88 hlasů volitelů.
| Jméno               | Stát           | Jméno          | Stát     | Hlasy Voličů | %    | Hlasy Volitelů | Strana                |
| ------------------- | -------------- | -------------- | -------- | ------------ | ---- | -------------- | --------------------- |
| James Madison       | Virginie       | George Clinton | New York | 124 732      | 64,7 | P122,VP113     | Demokraté-republikáni |
| Charles C. Pinckney | Jižní Karolína | Rufus King     | New York | 62 431       | 32,4 | 47             | Federalisté           |

P – Prezident, VP – Viceprezident

## Volby 1812
Zvolení kandidáti museli mít minimálně 88 hlasů volitelů.
Prezident
| Jméno          | Stát     | Hlasy Voličů | %    | Hlasy Volitelů | Strana              |
| -------------- | -------- | ------------ | ---- | -------------- | ------------------- |
| James Madison  | Virginie | 140 431      | 50,4 | 128            | Demokrat-republikán |
| DeWitt Clinton | New York | 132 781      | 47,6 | 89             | Federalista         |
| Rufus King     | New York | 5 574        | 2,0  | 0              | Federalista         |

Viceprezident
| Jméno           | Stát          | Hlasy Volitelů | Strana              |
| --------------- | ------------- | -------------- | ------------------- |
| Elbridge Gerry  | Massachusetts | 121            | Demokrat-republikán |
| Jared Ingersoll | Pensylvánie   | 86             | Federalista         |

## Volby 1816
Zvolení kandidáti museli mít minimálně 109 hlasů volitelů.
Prezident
| Jméno        | Stát     | Hlasy Voličů | %    | Hlasy Volitelů | Strana              |
| ------------ | -------- | ------------ | ---- | -------------- | ------------------- |
| James Monroe | Virginie | 76 652       | 68,2 | 183            | Demokrat-republikán |
| Rufus King   | New York | 34 470       | 30,9 | 34             | Federalista         |

Viceprezident
| Jméno                   | Stát        | Hlasy Volitelů | Strana              |
| ----------------------- | ----------- | -------------- | ------------------- |
| Daniel D. Tompkins      | New York    | 183            | Demokrat-republikán |
| John Eager Howard       | Maryland    | 22             |                     |
| James Ross              | Pensylvánie | 5              |                     |
| John Marshall (státník) | Virginie    | 4              |                     |
| Robert Goodloe Harper   | Maryland    | 3              | Federalista         |

## Volby 1820
Zvolení kandidáti museli mít minimálně 115 hlasů volitelů.
Prezident
| Jméno        | Stát     | Hlasy Voličů | %   | Hlasy Volitelů | Strana              |
| ------------ | -------- | ------------ | --- | -------------- | ------------------- |
| James Monroe | Virginie | 108 359      | 100 | 228            | Demokrat-republikán |

Viceprezident
| Jméno              | Stát        | Hlasy Volitelů | Strana              |
| ------------------ | ----------- | -------------- | ------------------- |
| Daniel D. Tompkins | New York    | 215            | Demokrat-republikán |
| Richard Stockton   | New Jersey  | 8              | Federalista         |
| Daniel Rodney      | Delaware    | 4              | Federalista         |
| John Eager Howard  | Maryland    | 1              | Federalista         |
| Richard Rush       | Pensylvánie | 1              | Federalista         |

## Volby 1824
Zvolení kandidáti museli mít minimálně 131 hlasů volitelů.
Prezident
| Jméno                   | Stát          | Hlasy Voličů | %    | Hlasy Volitelů | Strana              |
| ----------------------- | ------------- | ------------ | ---- | -------------- | ------------------- |
| Andrew Jackson          | Tennessee     | 151 271      | 41,3 | 99             | Demokrat-republikán |
| John Quincy Adams       | Massachusetts | 113 122      | 30,9 | 84             | Demokrat-republikán |
| William Harris Crawford | Georgie       | 40 856       | 11,2 | 41             | Demokrat-republikán |
| Henry Clay              | Kentucky      | 47 531       | 13,0 | 37             | Demokrat-republikán |

Viceprezident
| Jméno            | Stát             | Hlasy Volitelů | Strana              |
| ---------------- | ---------------- | -------------- | ------------------- |
| John C. Calhoun  | Jižní Karolína   | 182            | Demokrat-republikán |
| Nathan Sanford   | New York         | 30             | Demokrat-republikán |
| Nathaniel Macon  | Severní Karolína | 24             | Demokrat-republikán |
| Andrew Jackson   | Tennessee        | 13             | Demokrat-republikán |
| Martin Van Buren | New York         | 9              | Demokrat-republikán |
| Henry Clay       | Kentucky         | 2              | Demokrat-republikán |

O vítězi voleb rozhodla Sněmovna reprezentantů Spojených států amerických a výsledky byly následující:
| Stát                | Vítěz    | Hlasy pro Adamse | Hlasy pro Jacksona | Hlasy pro Crawforda |
| ------------------- | -------- | ---------------- | ------------------ | ------------------- |
| Alabama             | Jackson  | 0                | 3                  | 0                   |
| Connecticut         | Adams    | 6                | 0                  | 0                   |
| Delaware            | Crawford | 0                | 0                  | 1                   |
| Georgie             | Crawford | 0                | 0                  | 7                   |
| Illinois            | Adams    | 1                | 0                  | 0                   |
| Indiana             | Jackson  | 0                | 3                  | 0                   |
| Kentucky            | Adams    | 8                | 4                  | 0                   |
| Louisiana           | Adams    | 2                | 1                  | 0                   |
| Maine               | Adams    | 7                | 0                  | 0                   |
| Maryland            | Adams    | 5                | 3                  | 1                   |
| Massachusetts       | Adams    | 12               | 1                  | 0                   |
| Mississippi         | Jackson  | 0                | 1                  | 0                   |
| Missouri            | Adams    | 1                | 0                  | 0                   |
| New Hampshire       | Adams    | 6                | 0                  | 0                   |
| New Jersey          | Jackson  | 1                | 5                  | 0                   |
| New York            | Adams    | 18               | 2                  | 14                  |
| Severní Karolína    | Crawford | 1                | 2                  | 10                  |
| Ohio                | Adams    | 10               | 2                  | 2                   |
| Pensylvánie         | Jackson  | 1                | 25                 | 0                   |
| Rhode Island        | Adams    | 2                | 0                  | 0                   |
| Jižní Karolína      | Jackson  | 0                | 9                  | 0                   |
| Tennessee           | Jackson  | 0                | 9                  | 0                   |
| Vermont             | Adams    | 5                | 0                  | 0                   |
| Virginie            | Crawford | 1                | 1                  | 19                  |
| Celkový počet hlasů | Adams    | 87 (41%)         | 71 (33%)           | 54 (25%)            |
| Hlasy států         | Adams    | 13 (54%)         | 7 (29%)            | 4 (17%)             |

## Volby 1828
Zvolení kandidáti museli mít minimálně 131 hlasů volitelů.
| Jméno             | Stát          | Jméno                 | Stát           | Hlasy Voličů | %    | Hlasy Volitelů | Strana              |
| ----------------- | ------------- | --------------------- | -------------- | ------------ | ---- | -------------- | ------------------- |
| Andrew Jackson    | Tennessee     | John Caldwell Calhoun | Jižní Karolína | 642 553      | 56,0 | P 178, VP 171  | Demokraté           |
| John Quincy Adams | Massachusetts | Richard Rush          | Pensylvánie    | 500 897      | 43,6 | 83             | Národní Republikáni |

William Smith stát Jižní Karolína dostal 7 hlasů volitelů na úřad VP.
P – Prezident, VP – Viceprezident

## Volby 1832
Zvolení kandidáti museli mít minimálně 144 hlasů volitelů.
| Jméno          | Stát      | Jméno            | Stát          | Hlasy Voličů | %    | Hlasy Volitelů | Strana              |
| -------------- | --------- | ---------------- | ------------- | ------------ | ---- | -------------- | ------------------- |
| Andrew Jackson | Tennessee | Martin Van Buren | New York      | 701 780      | 54,2 | P 219, VP 189  | Demokraté           |
| Henry Clay     | Kentucky  | John Sergeant    | Pensylvánie   | 484 205      | 37,4 | 83             | Národní Republikáni |
| John Floyd     | Virginie  | Henry Lee        | Massachusetts | -            | -    | 11             | Nestraníci          |
| William Wirt   | Maryland  | Amos Ellmaker    | Pensylvánie   | 100 715      | 7,8  | 7              | Proti zednářská     |

William Wilkins stát Pensylvánie dostal 30 hlasů volitelů na úřad VP.
P- Prezident, VP – Viceprezident

## Volby 1836
Zvolení kandidáti museli mít minimálně 148 hlasů volitelů.
Prezident
| Jméno                  | Stát           | Hlasy Voličů | %    | Hlasy Volitelů | Strana    |
| ---------------------- | -------------- | ------------ | ---- | -------------- | --------- |
| Martin Van Buren       | New York       | 764 176      | 50,8 | 170            | Demokraté |
| William Henry Harrison | Ohio           | 550 816      | 36,6 | 73             | Whig      |
| Hugh Lawson White      | Tennessee      | 146 107      | 9,7  | 26             | Whig      |
| Willie Person Mangum   | Jižní Karolína | -            | -    | 11             | Whig      |

Viceprezident
| Jméno                  | Stát           | Hlasy Volitelů | Strana    |
| ---------------------- | -------------- | -------------- | --------- |
| Richard Mentor Johnson | Kentucky       | 147            | Demokraté |
| Francis P. Granger     | New York       | 77             | Whig      |
| John Tyler             | Virginie       | 47             | Whig      |
| William Smith          | Jižní Karolína | 47             | Demokrat  |

Richard Mentor Johnson se stal viceprezidentem až hlasováním Senátu USA. Richard Mentor Johnson obdržel 36 hlasů a Francis P. Granger 16 hlasů, 3 chybějící senátoři nehlasovali.

## Volby 1840
Zvolení kandidáti museli mít minimálně 148 hlasů volitelů.
| Jméno                  | Stát     | Jméno                  | Stát        | Hlasy Voličů | %    | Hlasy Volitelů | Strana         |
| ---------------------- | -------- | ---------------------- | ----------- | ------------ | ---- | -------------- | -------------- |
| William Henry Harrison | Ohio     | John Tyler             | Virginie    | 1 275 390    | 52,9 | 234            | Whigové        |
| Martin Van Buren       | New York | Richard Mentor Johnson | Kentucky    | 1 128 854    | 46,8 | P- 60 VP -48   | Demokraté      |
| James G. Birney        | New York | Thomas Earle           | Pensylvánie | 6 797        | 0,6  | 0              | Strana svobody |

Littleton W. Tazewell stát Virginie dostal 11 hlasů volitelů na úřad VP a James Knox Polk z Tennessee 1 hlas volitelů.
P – Prezident, VP – Viceprezident

## Volby 1844
Zvolení kandidáti museli mít minimálně 138 hlasů volitelů.
| Jméno           | Stát      | Jméno                  | Stát        | Hlasy Voličů | %    | Hlasy Volitelů | Strana         |
| --------------- | --------- | ---------------------- | ----------- | ------------ | ---- | -------------- | -------------- |
| James Knox Polk | Tennessee | George Mifflin Dallas  | Pensylvánie | 1 339 494    | 49,5 | 170            | Demokraté      |
| Henry Clay      | Kentucky  | Theodore Frelinghuysen | New York    | 1 300 004    | 48,1 | 105            | Whigové        |
| James G. Birney | New York  | Thomas Morris          | Ohio        | 62 103       | 2,3  | 0              | Strana svobody |

## Volby 1848
Zvolení kandidáti museli mít minimálně 146 hlasů volitelů.
| Jméno            | Stát      | Jméno                      | Stát          | Hlasy Voličů | %    | Hlasy Volitelů | Strana          |
| ---------------- | --------- | -------------------------- | ------------- | ------------ | ---- | -------------- | --------------- |
| Zachary Taylor   | Louisiana | Millard Fillmore           | New York      | 1 361 393    | 47,3 | 163            | Whigové         |
| Lewis Cass       | Michigan  | William Orlando Butler     | Kentucky      | 1 223 460    | 42,5 | 127            | Demokraté       |
| Martin Van Buren | New York  | Charles Francis Adams, Sr. | Massachusetts | 291 501      | 10,1 | 0              | Free Soil       |
| Gerrit Smith     | New York  | Charles C. Foote           | Michigan      | 2 545        | 0,1  | 0              | Národní svoboda |

## Volby 1852
Zvolení kandidát museli mít minimálně 146 hlasů volitelů.
| Jméno            | Stát          | Jméno                    | Stát           | Hlasy Voličů | %    | Hlasy Volitelů | Strana          |
| ---------------- | ------------- | ------------------------ | -------------- | ------------ | ---- | -------------- | --------------- |
| Franklin Pierce  | New Hampshire | William Rufus King       | Alabama        | 1 607 510    | 50,8 | 254            | Demokraté       |
| Winfield Scott   | New Jersey    | William Alexander Graham | Jižní Karolína | 1 386 942    | 43,9 | 42             | Whigové         |
| John Parker Hale | New Hampshire | George Washington Julian | Indiana        | 155 210      | 4,9  | 0              | Free Soil       |
| Daniel Webster   | Massachusetts | Charles Jones Jenkins    | Georgie        | 6,994        | 0,2  | 0              | Unie            |
| George M. Troup  | Georgia       | John A. Quitman          | Mississippi    | 2 331        | 0,1  | 0              | Southern Rights |

Daniel Webster zemřel 25. října 1852.

## Volby 1856
Zvolení kandidáti museli mít minimálně 149 hlasů volitelů.
| Jméno                | Stát        | Jméno                    | Stát       | Hlasy Voličů | %    | Hlasy Volitelů | Strana            |
| -------------------- | ----------- | ------------------------ | ---------- | ------------ | ---- | -------------- | ----------------- |
| James Buchanan       | Pensylvánie | John Cabell Breckinridge | Kentucky   | 1 836 072    | 45,3 | 174            | Demokraté         |
| John Charles Frémont | Kalifornie  | William Lewis Dayton     | New Jersey | 1 342 345    | 33,1 | 114            | Republikáni       |
| Millard Fillmore     | New York    | Andrew Jackson Donelson  | Tennessee  | 873,053      | 21,6 | 8              | Američští Whigové |

## Volby 1860
Zvolení kandidáti museli mít minimálně 117 hlasů volitelů.
| Jméno                    | Stát      | Jméno                      | Stát          | Hlasy Voličů | %    | Hlasy Volitelů | Strana                     |
| ------------------------ | --------- | -------------------------- | ------------- | ------------ | ---- | -------------- | -------------------------- |
| Abraham Lincoln          | Illinois  | Hannibal Hamlin            | Tennessee     | 1 865 908    | 39,8 | 180            | Národní unie a Republikáni |
| John C. Breckinridge     | Kentucky  | Joseph Lane                | Oregon        | 848 019      | 18,1 | 72             | Jižní Demokraté            |
| John Bell Constitutional | Tennessee | Edward Everett             | Massachusetts | 590 901      | 12,6 | 39             | Union/Whig                 |
| Stephen A. Douglas       | Illinois  | Herschel Vespasian Johnson | Georgie       | 1 380 202    | 29,5 | 12             | Severní Demokraté          |

## Volby 1864
Zvolení kandidáti museli mít minimálně 117 hlasů volitelů.
| Jméno                    | Stát       | Jméno                 | Stát      | Hlasy Voličů | %    | Hlasy Volitelů | Strana       |
| ------------------------ | ---------- | --------------------- | --------- | ------------ | ---- | -------------- | ------------ |
| Abraham Lincoln          | Illinois   | Andrew Johnson        | Tennessee | 2 218 388    | 55,0 | 212            | Národní unie |
| George Brinton McClellan | New Jersey | George Hunt Pendleton | Ohio      | 1 812 807    | 45,0 | 21             | Demokraté    |

## Volby 1868
Zvolení kandidáti museli mít minimálně 148 hlasů volitelů.
| Jméno                 | Stát     | Jméno                      | Stát     | Hlasy Voličů | %    | Hlasy Volitelů | Strana      |
| --------------------- | -------- | -------------------------- | -------- | ------------ | ---- | -------------- | ----------- |
| Ulysses Simpson Grant | Illinois | Schuyler Colfax            | Indiana  | 3 013 650    | 52,7 | 214            | Republikáni |
| Horatio Seymour       | New York | Francis Preston Blair, Jr. | Missouri | 2 708 744    | 47,3 | 80             | Demokraté   |

## Volby 1872
Zvolení kandidáti museli mít minimálně 177 hlasů volitelů.
| Jméno            | Stát        | Jméno                 | Stát          | Hlasy Voličů | %    | Hlasy Volitelů | Strana                 |
| ---------------- | ----------- | --------------------- | ------------- | ------------ | ---- | -------------- | ---------------------- |
| Ulysses S. Grant | Illinois    | Henry Wilson          | Massachusetts | 3 598 235    | 55,6 | 286            | Republikáni            |
| Horace Greeley   | New York    | Benjamin Gratz Brown  | Missouri      | 2 834 761    | 43,8 | 3              | Demokraté – liberálové |
| Charles O'Conor  | New York    | Charles Francis Adams | Massachusetts | 18 602       | 0,3  | 0              | Bourbon demokraté      |
| James Black      | Pensylvánie | John Russell          | Michigan      | 5 607        | 0,1  | 0              | Prohibice              |

Thomas Andrews Hendricks Demokrat, stát Indiana 42 hlasů volitelů,
Benjamin Gratz Brown Strana národní unie stát Missouri 18 hlasů volitelů 
Charles Jones Jenkins Demokrat stát Georgie —2 hlasy volitelů

## Volby 1876
Zvolení kandidáti museli mít minimálně 185 hlasů volitelů.
| Jméno                     | Stát     | Jméno                    | Stát     | Hlasy Voličů | %    | Hlasy Volitelů | Strana       |
| ------------------------- | -------- | ------------------------ | -------- | ------------ | ---- | -------------- | ------------ |
| Rutherford Birchard Hayes | Ohio     | William Almon Wheeler    | New York | 4 034 311    | 47,5 | 185            | Republikáni  |
| Samuel Jones Tilden       | New York | Thomas Andrews Hendricks | Indiana  | 4 288 546    | 51,5 | 184            | Demokraté    |
| Peter Cooper              | New York | Samuel Fenton Cary       | Ohio     | 75 973       | 0,9  | 0              | Strana práce |
| Green Clay Smith          | Kentucky | Gideon Tabor Stewart     | Ohio     | 9 737        | 0,3  | 0              | Prohibice    |
| James Alexander Walker    | Illinois | Donald Kirkpatrick       | New York | 459          | 0,0  | 0              | Američané    |

## Volby 1880
Zvolení kandidáti museli mít minimálně 185 hlasů volitelů.
| Jméno               | Stát        | Jméno                  | Stát     | Hlasy Voličů | %    | Hlasy Volitelů | Strana       |
| ------------------- | ----------- | ---------------------- | -------- | ------------ | ---- | -------------- | ------------ |
| James Garfield      | Ohio        | Chester A. Arthur      | New York | 4 446 158    | 48,3 | 214            | Republikáni  |
| Winfield S. Hancock | Pensylvánie | William Hayden English | Indiana  | 4 444 260    | 48,2 | 155            | Demokraté    |
| James Baird Weaver  | Iowa        | Benjamin J. Chambers   | Texas    | 305 997      | 3,3  | 0              | Strana práce |
| Neal Dow            | Maine       | Henry Adams Thompson   | Ohio     | 10 305       | 0,1  | 0              | Prohibice    |
| John Wolcott Phelps | Vermont     | Samuel Clarke Pomeroy  | Kansas   | 700          | 0,0  | 0              | Američané    |

## Volby 1884
Zvolení kandidáti museli mít minimálně 201 hlasů volitelů.
| Jméno                    | Stát          | Jméno                    | Stát        | Hlasy Voličů | %    | Hlasy Volitelů | Strana        |
| ------------------------ | ------------- | ------------------------ | ----------- | ------------ | ---- | -------------- | ------------- |
| Grover Cleveland         | New York      | Thomas Andrews Hendricks | Indiana     | 4 874 621    | 48,5 | 219            | Demokraté     |
| James Gillespie Blaine   | Maine         | John Alexander Logan     | Illinois    | 4 848 936    | 48,2 | 182            | Republikáni   |
| Benjamin Franklin Butler | Massachusetts | Absolom Madden West      | Mississippi | 175 096      | 1,7  | 0              | Anti-monopoly |
| John Pierce St. John     | Kansas        | William Daniel           | Maryland    | 147 482      | 1,5  | 0              | Prohibice     |

## Volby 1888
Zvolení kandidáti museli mít minimálně 201 hlasů volitelů.
| Jméno                  | Stát       | Jméno                   | Stát     | Hlasy Voličů | %    | Hlasy Volitelů | Strana      |
| ---------------------- | ---------- | ----------------------- | -------- | ------------ | ---- | -------------- | ----------- |
| Benjamin Harrison      | Indiana    | Levi Parsons Morton     | New York | 5 443 892    | 47,8 | 233            | Republikáni |
| Grover Cleveland       | New York   | Allen Granberry Thurman | Ohio     | 5 534 488    | 48,6 | 168            | Demokraté   |
| Clinton Bowen Fisk     | New Jersey | John Anderson Brooks    | Missouri | 249 819      | 2,2  | 0              | Prohibice   |
| Alson Jenness Streeter | Illinois   | Charles E. Cunningham   | Arkansas | 146 602      | 1,3  | 0              | Unie práce  |

## Volby 1892
Zvolení kandidáti museli mít minimálně 223 hlasů volitelů.
| Jméno              | Stát          | Jméno                    | Stát     | Hlasy Voličů | %    | Hlasy Volitelů | Strana         |
| ------------------ | ------------- | ------------------------ | -------- | ------------ | ---- | -------------- | -------------- |
| Grover Cleveland   | New York      | Adlai Ewing Stevenson    | Illinois | 5 553 898    | 46,0 | 277            | Demokraté      |
| Benjamin Harrison  | Indiana       | Whitelaw Reid            | New York | 5 190 819    | 43,0 | 145            | Republikáni    |
| James Baird Weaver | Iowa          | James Gaven Field        | Virginie | 1 026 595    | 8,5  | 22             | Populisté      |
| John Bidwell       | Kalifornie    | James Britton Cranfill   | Texas    | 270 879      | 2,2  | 0              | Prohibice      |
| Simon Wing         | Massachusetts | Charles Horatio Matchett | New York | 21 173       | 0,2  | 0              | Sociální práce |

## Volby 1896
Zvolení kandidáti museli mít minimálně 224 hlasů volitelů.
| Jméno                    | Stát     | Jméno                  | Stát           | Hlasy Voličů | %    | Hlasy Volitelů | Strana              |
| ------------------------ | -------- | ---------------------- | -------------- | ------------ | ---- | -------------- | ------------------- |
| William McKinley         | Ohio     | Garret Augustus Hobart | New Jersey     | 7 105 144    | 51,1 | 271            | Republikáni         |
| William Jennings Bryan   | Nebraska | Arthur Sewall          | Maine          | 6 370 879    | 45,8 | P -176, VP-149 | Demokraté-populisté |
| John McAuley Palmer      | Illinois | Simon Bolivar Buckner  | Kentucky       | 132 718      | 1,0  | 0              | Národní demokraté   |
| Joshua Levering          | Maryland | Hale Johnson           | Illinois       | 125 088      | 0,9  | 0              | Prohibice           |
| Charles Horatio Matchett | New York | Matthew Maguire        | New Jersey     | 36 359       | 0,3  | 0              | Sociální práce      |
| Charles Eugene Bentley   | Nebraska | James Southgate        | Jižní Karolína | 19 391       | 0,1  | 0              | Národní prohibice   |

Thomas Edward Watson Georgie dostal 27 hlasů volitelů na úřad VP
P-Prezident ,VP- Viceprezident

## Volby 1900
Zvolení kandidáti museli mít minimálně 224 hlasů volitelů.
| Jméno                  | Stát          | Jméno                 | Stát        | Hlasy Voličů | %    | Hlasy Volitelů | Strana             |
| ---------------------- | ------------- | --------------------- | ----------- | ------------ | ---- | -------------- | ------------------ |
| William McKinley       | Ohio          | Theodore Roosevelt    | New York    | 7 228 864    | 51,6 | 292            | Republikáni        |
| William Jennings Bryan | Nebraska      | Adlai Ewing Stevenson | Illinois    | 6 370 932    | 45,5 | 155            | Demokraté          |
| John Granville Woolley | Ohio          | Henry Brewer Metcalf  | Illinois    | 210 864      | 1,5  | 0              | Prohibice          |
| Eugene Victor Debs     | Indiana       | Job Harriman          | Kalifornie  | 87,945       | 0,6  | 0              | Sociální demokraté |
| Wharton Barker         | Pensylvánie   | Ignatius L. Donnelly  | Minnesota   | 50 989       | 0,4  | 0              | Populisté          |
| Joseph Francis Maloney | Massachusetts | Valentine Remmel      | Pensylvánie | 40 943       | 0,3  | 0              | Sociální demokraté |

## Volby 1904
Zvolení kandidáti museli mít minimálně 239 hlasů volitelů.
| Jméno                   | Stát        | Jméno                    | Stát             | Hlasy Voličů | %    | Hlasy Volitelů | Strana         |
| ----------------------- | ----------- | ------------------------ | ---------------- | ------------ | ---- | -------------- | -------------- |
| Theodore Roosevelt      | New York    | Charles Warren Fairbanks | Indiana          | 7 630 457    | 56,4 | 336            | Republikáni    |
| Alton Brooks Parker     | New York    | Henry Gassaway Davis     | Západní Virginie | 5 083 880    | 37,6 | 140            | Demokraté      |
| Eugene Victor Debs      | Indiana     | Benjamin Hanford         | New York         | 402,810      | 3,0  | 0              | Socialisté     |
| Silas Comfort Swallow   | Pensylvánie | George W. Carroll        | Texas            | 259 102      | 1,9  | 0              | Prohibice      |
| Thomas Edward Watson    | Georgie     | Thomas Henry             | Nebraska         | 114070       | 0,8  | 0              | Populisté      |
| Charles Hunter Corregan | New York    | William Wesley Cox       | Illinois         | 33 454       | 0,2  | 0              | Sociální práce |

## Volby 1908
Zvolení kandidáti museli mít minimálně 242 hlasů volitelů.
| Jméno                  | Stát          | Jméno                     | Stát     | Hlasy Voličů | %    | Hlasy Volitelů | Strana      |
| ---------------------- | ------------- | ------------------------- | -------- | ------------ | ---- | -------------- | ----------- |
| William Howard Taft    | Ohio          | James Schoolcraft Sherman | New York | 7 678 395    | 51,6 | 321            | Republikáni |
| William Jennings Bryan | Nebraska      | John Worth Kern           | Indiana  | 6 408 984    | 43,0 | 162            | Demokraté   |
| Eugene Victor Debs     | Indiana       | Benjamin Hanford          | New York | 420 793      | 2,8  | 0              | Socialisté  |
| Eugene Wilder Chafin   | Illinois      | Aaron Sherman Watkins     | Ohio     | 254 087      | 1,7  | 0              | Prohibice   |
| Thomas Louis Hisgen    | Massachusetts | John Temple Graves        | Georgie  | 82 571       | 0,6  | 0              | Nezávislí   |
| Thomas Edward Watson   | Georgie       | Samuel Williams           | Indiana  | 28 822       | 0,2  | 0              | Populisté   |

## Volby 1912
Zvolení kandidáti museli mít minimálně 266 hlasů volitelů.
| Jméno                 | Stát          | Jméno                  | Stát       | Hlasy Voličů | %    | Hlasy Volitelů | Strana             |
| --------------------- | ------------- | ---------------------- | ---------- | ------------ | ---- | -------------- | ------------------ |
| Thomas Woodrow Wilson | New Jersey    | Thomas Riley Marshall  | Indiana    | 6 296 284    | 41,8 | 435            | Demokraté          |
| Theodore Roosevelt    | New York      | Hiram Warren Johnson   | Kalifornie | 4 122 721    | 27,4 | 88             | Progresivní strana |
| William Howard Taft   | Ohio          | Nicholas Murray Butler | New York   | 3 486 242    | 23,2 | 8              | Republikáni        |
| Eugene Victor Debs    | Indiana       | Emil Seidel            | Wisconsin  | 901 551      | 6,0  | 0              | Socialisté         |
| Eugene Wilder Chafin  | Illinois      | Aaron Sherman Watkins  | Ohio       | 208 156      | 1,4  | 0              | Prohibice          |
| Arthur Elmer Reimer   | Massachusetts | August Gilhaus         | New York   | 29 324       | 0,2  | 0              | Sociální práce     |

## Volby 1916
Zvolení kandidáti museli mít minimálně 266 hlasů volitelů.
| Jméno                | Stát       | Jméno                    | Stát       | Hlasy Voličů | %    | Hlasy Volitelů | Strana      |
| -------------------- | ---------- | ------------------------ | ---------- | ------------ | ---- | -------------- | ----------- |
| Woodrow Wilson       | New Jersey | Thomas Riley Marshall    | Indiana    | 9 126 868    | 49,2 | 277            | Demokraté   |
| Charles Evans Hughes | New York   | Charles Warren Fairbanks | Indiana    | 8 548 728    | 46,1 | 254            | Republikáni |
| Allan Louis Benson   | New York   | George Ross Kirkpatrick  | New Jersey | 590 524      | 3,2  | 0              | Socialisté  |
| James Franklin Hanly | Indiana    | Ira Landrith             | Tennessee  | 221 302      | 1,2  | 0              | Prohibice   |

## Volby 1920
Zvolení kandidáti museli mít minimálně 266 hlasů volitelů.
| Jméno                     | Stát        | Jméno                       | Stát          | Hlasy Voličů | %    | Hlasy Volitelů | Strana          |
| ------------------------- | ----------- | --------------------------- | ------------- | ------------ | ---- | -------------- | --------------- |
| Warren Harding            | Ohio        | Calvin Coolidge             | Massachusetts | 16 144 093   | 60,3 | 404            | Republikáni     |
| James Middleton Cox       | Ohio        | Franklin Delano Roosevelt   | New York      | 9 139 661    | 34,1 | 127            | Demokraté       |
| Eugene Victor Debs        | Indiana     | Seymour Stedman             | Illinois      | 913 693      | 3,4  | 0              | Socialisté      |
| Parley Parker Christensen | Illinois    | Maximillian Sebastian Hayes | Ohio          | 265 411      | 1,0  | 0              | Farmáři – Práce |
| Aaron Sherman Watkins     | Indiana     | David Leigh Colvin          | New York      | 188 787      | 0,7  | 0              | Prohibice       |
| James Edward Ferguson     | Texas       | William Jervis Hough        | New York      | 47 968       | 0,2  | 0              | Američané       |
| William Wesley Cox        | Missouri    | August Gilhaus              | New York      | 31 716       | 0,1  | 0              | Sociální práce  |
| Robert Colvin Macauley    | Pensylvánie | Richard C. Barnum           | -             | 5 750        | 0,0  | 0              | Jednotný Texas  |

## Volby 1924
Zvolení kandidáti museli mít minimálně 266 hlasů volitelů.
| Jméno                    | Stát             | Jméno                  | Stát       | Hlasy Voličů | %    | Hlasy Volitelů | Strana             |
| ------------------------ | ---------------- | ---------------------- | ---------- | ------------ | ---- | -------------- | ------------------ |
| Calvin Coolidge          | Massachusetts    | Charles Gates Dawes    | Illinois   | 15 723 789   | 54,0 | 382            | Republikáni        |
| John William Davis       | Západní Virginie | Charles Wayland Bryan  | Nebraska   | 8 386 242    | 28,8 | 136            | Demokraté          |
| Robert Marion LaFollette | Wisconsin        | Burton Kendall Wheeler | Montana    | 4 831 706    | 16,6 | 13             | Progresivní strana |
| Herman P. Faris          | Missouri         | Marie C. Brehm         | Kalifornie | 55 951       | 0,2  | 0              | Prohibice          |
| William Z. Foster        | Massachusetts    | Benjamin Gitlow        | New York   | 38 669       | 0,1  | 0              | Komunisté          |
| Gilbert Nations          | -                | Charles Hiram Randall  | Kalifornie | 24 325       | 0,1  | 0              | Američané          |

## Volby 1928
Zvolení kandidáti museli mít minimálně 266 hlasů volitelů.
| Jméno             | Stát       | Jméno                  | Stát        | Hlasy Voličů | %    | Hlasy Volitelů | Strana      |
| ----------------- | ---------- | ---------------------- | ----------- | ------------ | ---- | -------------- | ----------- |
| Herbert Hoover    | Kalifornie | Charles Curtis         | Kansas      | 21 427 123   | 58,2 | 444            | Republikáni |
| Alfred E. Smith   | New York   | Joseph Taylor Robinson | Arkansas    | 15 015 464   | 40,8 | 87             | Demokraté   |
| Norman Thomas     | New York   | James H. Maurer        | Pensylvánie | 267 478      | 0,7  | 0              | Socialisté  |
| William Z. Foster | Illinois   | Benjamin Gitlow        | New York    | 48 551       | 0,1  | 0              | Komunisté   |

## Volby 1932
Zvolení kandidáti museli mít minimálně 266 hlasů volitelů.
| Jméno                 | Stát     | Jméno             | Stát          | Hlasy Voličů | %    | Hlasy Volitelů | Strana         |
| --------------------- | -------- | ----------------- | ------------- | ------------ | ---- | -------------- | -------------- |
| Franklin D. Roosevelt | New York | John Nance Garner | Texas         | 22 821 277   | 57,4 | 472            | Demokraté      |
| Herbert Hoover        | Kansas   | Charles Curtis    | Kalifornie    | 15 761 254   | 39,7 | 59             | Republikáni    |
| Norman Thomas         | New York | James H. Maurer   | Pensylvánie   | 884 885      | 2,2  | 0              | Socialisté     |
| William Z. Foster     | Illinois | W. Ford           | Alabama       | 103 307      | 0,3  | 0              | Komunisté      |
| William D. Upshaw     | Georgie  | Frank S. Regan    | Illinois      | 81 905       | 0,2  | 0              | Prohibice      |
| William Hope Harvey   | Arkansas | Frank Hemenway    | Washington    | 53,425       | 0,1  | 0              | Strana svobody |
| Verne L. Reynolds     | New York | J.W. Aiken        | Massachusetts | 33 276       | 0,1  | 0              | Sociální práce |

## Volby 1936
Zvolení kandidáti museli mít minimálně 266 hlasů volitelů.
| Jméno                 | Stát         | Jméno                 | Stát          | Hlasy Voličů | %    | Hlasy Volitelů | Strana      |
| --------------------- | ------------ | --------------------- | ------------- | ------------ | ---- | -------------- | ----------- |
| Franklin D. Roosevelt | New York     | John Nance Garner     | Texas         | 27 752 648   | 60,8 | 523            | Demokraté   |
| Alfred Mossman Landon | Kansas       | William Franklin Knox | Illinois      | 16 681 862   | 36,5 | 8              | Republikáni |
| William Lemke         | Jižní Dakota | Thomas C. O'Brien     | Massachusetts | 892 378      | 2,0  | 0              | Unie        |
| Norman Thomas         | New York     | George A. Nelson      | Wisconsin     | 187 910      | 0,4  | 0              | Socialisté  |
| Earl Browder          | Kansas       | James W. Ford         | New York      | 79 315       | 0,2  | 0              | Komunisté   |

## Volby 1940
Zvolení kandidáti museli mít minimálně 266 hlasů volitelů.
| Jméno                 | Stát          | Jméno               | Stát     | Hlasy Voličů | %    | Hlasy Volitelů | Strana      |
| --------------------- | ------------- | ------------------- | -------- | ------------ | ---- | -------------- | ----------- |
| Franklin D. Roosevelt | New York      | Henry Agard Wallace | Iowa     | 27 313 945   | 54,7 | 449            | Demokraté   |
| Wendell Lewis Willkie | New York      | Charles L. McNary   | Oregon   | 22 347 744   | 44,8 | 82             | Republikáni |
| Norman Thomas         | New York      | Maynard C. Krueger  | Illinois | 116 599      | 0,2  | 0              | Socialisté  |
| Roger Babson          | Massachusetts | Edgar Moorman       | Illinois | 57 903       | 0,1  | 0              | Prohibice   |

## Volby 1944
Zvolení kandidáti museli mít minimálně 266 hlasů volitelů.
| Jméno                 | Stát       | Jméno                | Stát        | Hlasy Voličů | %    | Hlasy Volitelů | Strana      |
| --------------------- | ---------- | -------------------- | ----------- | ------------ | ---- | -------------- | ----------- |
| Franklin D. Roosevelt | New York   | Harry S. Truman      | Missouri    | 25 612 916   | 53,4 | 432            | Demokraté   |
| Thomas Dewey          | New York   | John William Bricker | Ohio        | 22 017 929   | 45,9 | 99             | Republikáni |
| Norman Thomas         | New York   | Darlington Hoopes    | Pensylvánie | 79 017       | 0,2  | 0              | Socialisté  |
| Claude Watson         | Kalifornie | Andrew N. Johnson    | Kentucky    | 74 758       | 0,2  | 0              | Prohibice   |

Strana Texas Regulars dostala 135 439 hlasů od voličů tj. 0,3% a žádný volitelský hlas. 

## Volby 1948
Zvolení kandidáti museli mít minimálně 266 hlasů volitelů.
| Jméno               | Stát           | Jméno                 | Stát        | Hlasy Voličů | %    | Hlasy Volitelů | Strana                     |
| ------------------- | -------------- | --------------------- | ----------- | ------------ | ---- | -------------- | -------------------------- |
| Harry S. Truman     | Missouri       | Alben William Barkley | Kentucky    | 24 179 347   | 49,6 | 303            | Demokraté                  |
| Thomas Edmund Dewey | New York       | Earl Warren           | Kalifornie  | 21 991 292   | 45,1 | 189            | Republikáni                |
| Strom Thurmond      | Jižní Karolína | Fielding Lewis Wright | Mississippi | 1 175 930    | 2,4  | 39             | Státy pravé demokratické   |
| Henry Agard Wallace | Iowa           | Glen H. Taylor        | Idaho       | 1 157 328    | 2,4  | 0              | Progresivní americká práce |
| Norman Thomas       | New York       | Tucker P. Smith       | Michigan    | 139 569      | 0,3  | 0              | Socialisté                 |
| Claude A. Watson    | Kalifornie     | Dale Learn            | Pensylvánie | 103 708      | 0,2  | 0              | Prohibice                  |

## Volby 1952
Zvolení kandidáti museli mít minimálně 266 hlasů volitelů.
| Jméno             | Stát       | Jméno                 | Stát       | Hlasy Voličů | %    | Hlasy Volitelů | Strana             |
| ----------------- | ---------- | --------------------- | ---------- | ------------ | ---- | -------------- | ------------------ |
| Dwight Eisenhower | New York   | Richard Nixon         | Kalifornie | 34 075 529   | 55,2 | 442            | Republikáni        |
| Adlai Stevenson   | Illinois   | John Jackson Sparkman | Alabama    | 27 375 090   | 44,3 | 89             | Demokraté          |
| Vincent Hallinan  | Kalifornie | Charlotta Bass        | New York   | 140 746      | 0,2  | 0              | Progresivní strana |
| Stuart Hamblen    | Texas      | Enoch Holtwick        | Illinois   | 73 412       | 0,1  | 0              | Prohibice          |
| Douglas MacArthur | Arkansas   | Harry Byrd            | Virginie   | 17 205       | 0,0  | 0              | Strana ústavy      |

## Volby 1956
Zvolení kandidáti museli mít minimálně 266 hlasů volitelů.
| Jméno                | Stát        | Jméno           | Stát       | Hlasy Voličů | %    | Hlasy Volitelů | Strana       |
| -------------------- | ----------- | --------------- | ---------- | ------------ | ---- | -------------- | ------------ |
| Dwight Eisenhower    | Pensylvánie | Richard Nixon   | Kalifornie | 35 579 180   | 57,4 | 457            | Republikáni  |
| Adlai Stevenson II   | Illinois    | Estes Kefauver  | Tennessee  | 26 028       | 42,0 | 73             | Demokraté    |
| Walter Burgwyn Jones | Alabama     | Herman Talmadge | Georgie    | —            | —    | 1              | Demokraté    |
| T. Coleman Andrews   | Virginie    | Thomas Werdel   | Kalifornie | 107 929      | 0,2  | 0              | Státy středu |

## Volby 1960
Zvolení kandidáti museli mít minimálně 269 hlasů volitelů.
| Jméno                   | Stát          | Jméno                  | Stát          | Hlasy Voličů | %    | Hlasy Volitelů | Strana        |
| ----------------------- | ------------- | ---------------------- | ------------- | ------------ | ---- | -------------- | ------------- |
| John Fitzgerald Kennedy | Massachusetts | Lyndon Johnson         | Texas         | 34 220 984   | 49,7 | 303            | Demokraté     |
| Richard Nixon           | Kalifornie    | Henry Cabot Lodge, Jr. | Massachusetts | 34 108 157   | 49,6 | 219            | Republikáni   |
| Orval Faubus            | Arkansas      | John G. Crommelin      | Alabama       | 44 984       | 0,1  | 0              | Státy středu  |
| Charles Sullivan        | Mississippi   | Merritt Curtis         | Kalifornie    | 18 162       | 0,0  | 0              | Strana Ústavy |

Harry Flood Byrd Nestraník Virginie 15 hlasů volitelů na úřad prezidenta USA. James Strom Thurmond Jižní Karolína 14 a Barry Morris Goldwater Arizona 1 hlasy volitelů na úřad viceprezidenta USA.

## Volby 1964
Zvolení kandidáti museli mít minimálně 270 hlasů volitelů.
| Jméno                   | Stát             | Jméno                 | Stát          | Hlasy Voličů | %    | Hlasy Volitelů | Strana         |
| ----------------------- | ---------------- | --------------------- | ------------- | ------------ | ---- | -------------- | -------------- |
| Lyndon Johnson          | Texas            | Hubert Humphrey       | Minnesota     | 43 127 041   | 61,1 | 486            | Demokraté      |
| Barry Morris Goldwater  | Arizona          | William Edward Miller | New York      | 27 175 754   | 38,5 | 52             | Republikáni    |
| Eric Hass               | New York         | Henning A. Blomen     | Massachusetts | 45 189       | 0,0  | 0              | Sociální práce |
| Clifton DeBerry Workers | Illinois         | Ed Shaw               | Michigan      | 32 706       | 0 .0 | 0              | Socialisté     |
| Earle Harold Munn       | Michigan         | Mark Shaw             | Michigan      | 23 267       | 0,0  | 0              | Prohibice      |
| John Kasper             | New York         | Jesse Stoner          | Georgie       | 6 953        | 0,0  | 0              | Státy středu   |
| Joseph B. Lightburn     | Západní Virginie | Theodore Billings     | -             | 5 061        | 0,0  | 0              | Strana Ústavy  |

## Volby 1968
Zvolení kandidáti museli mít minimálně 270 hlasů volitelů.
| Jméno                 | Stát      | Jméno                | Stát       | Hlasy Voličů | %    | Hlasy Volitelů | Strana               |
| --------------------- | --------- | -------------------- | ---------- | ------------ | ---- | -------------- | -------------------- |
| Richard Nixon         | New York  | Spiro Agnew          | Maryland   | 31 783       | 43,4 | 301            | Republikáni          |
| Hubert Humphrey       | Minnesota | Edmund Muskie        | Maine      | 31 271 839   | 42,7 | 191            | Demokraté            |
| George Corley Wallace | Alabama   | Curtis Emerson LeMay | Kalifornie | 9 901 118    | 13,5 | 46             | Americká nezávislost |
| Eugene McCarthy       | Minnesota | –                    | -          | 25 634       | 0,0  | 0              | Nezávislý            |

## Volby 1972
Zvolení kandidáti museli mít minimálně 270 hlasů volitelů.
| Jméno                   | Stát         | Jméno                  | Stát                 | Hlasy Voličů | %    | Hlasy Volitelů | Strana               |
| ----------------------- | ------------ | ---------------------- | -------------------- | ------------ | ---- | -------------- | -------------------- |
| Richard Nixon           | Kalifornie   | Spiro Agnew            | Maryland             | 47 168 710   | 60,7 | 520            | Republikáni          |
| George Stanley McGovern | Jižní Dakota | Robert Sargent Shriver | Maryland             | 29 173 222   | 37,5 | 17             | Demokraté            |
| John G. Hospers         | Kalifornie   | Theodora Nathan        | Oregon               | 3 674        | 0,0  | 1              | Liberálové           |
| John G. Schmitz         | Kalifornie   | Thomas J. Anderson     | Tennessee            | 1 100 868    | 1,4  | 0              | Americká nezávislost |
| Linda Jenness           | Georgie      | Andrew Pulley          | Illinois             | 83 380       | 0,1  | 0              | Socialisté práce     |
| Benjamin Spock          | Kalifornie   | Julius Hobson          | District of Columbia | 78 759       | 0,1  | 0              | Lidé                 |

## Volby 1976
Zvolení kandidáti museli mít minimálně 270 hlasů volitelů.
| Jméno                | Stát       | Jméno             | Stát       | Hlasy Voličů | %     | Hlasy Volitelů | Strana                |
| -------------------- | ---------- | ----------------- | ---------- | ------------ | ----- | -------------- | --------------------- |
| Jimmy Carter         | Georgie    | Walter Mondale    | Minnesota  | 40 831 881   | 50,08 | 297            | Demokraté             |
| Gerald Ford          | Michigan   | Bob Dole          | Kansas     | 39 148 634   | 48,02 | P-240, VP -241 | Republikáni           |
| Roger MacBride       | Vermont    | David Bergland    | Kalifornie | 172 553      | 0,21  | 0              | Liberálové            |
| Lester Maddox        | Georgie    | William D. Dyke   | Wisconsin  | 170 274      | 0,21  | 0              | Americká nezávislost  |
| Thomas J. Anderson   | -          | Rufus Shackelford | -          | 158 71       | 0,19  | 0              | Američané             |
| Peter Camejo Workers | Kalifornie | Willie Mae Reid   | -          | 90 986       | 0,11  | 0              | Socialisté            |
| Gus Hall             | New York   | Jarvis Tyner      | -          | 58 709       | 0,07  | 0              | Komunisté             |
| Margaret Wright      | –          | Benjamin Spock    | -          | 49 013       | 0,06  | 0              | Lidé                  |
| Lyndon LaRouche      | New York   | R. Wayne Evans    | -          | 40 043       | 0,05  | 0              | Americká strana práce |

Eugene McCarthy Minnesota dostal 740 460 hlasů voličů tj. 0,91 % a 0 hlasů volitelů na úřad prezidenta USA. Ronald Reagan dostal 1 hlas volitelů na úřad prezidenta USA. 
P- Prezident, VP-Viceprezident

## Volby 1980
Zvolení kandidáti museli mít minimálně 270 hlasů volitelů.
| Jméno                | Stát       | Jméno                | Stát       | Hlasy Voličů | %    | Hlasy Volitelů | Strana               |
| -------------------- | ---------- | -------------------- | ---------- | ------------ | ---- | -------------- | -------------------- |
| Ronald Reagan        | Kalifornie | George H. W. Bush    | Texas      | 43 903 230   | 50,7 | 489            | Republikáni          |
| Jimmy Carter         | Georgie    | Walter Mondale       | Minnesota  | 35 480 115   | 41,0 | 49             | Demokraté            |
| John Bayard Anderson | Illinois   | Patrick Joseph Lucey | Wisconsin  | 5 719 850    | 6,6  | 0              | Nestraníci           |
| Ed Clark             | Kalifornie | David H. Koch        | Kansas     | 921 128      | 1,1  | 0              | Liberálové           |
| Barry Commoner       | Missouri   | La Donna Harris      | Oklahoma   | 233 052      | 0,3  | 0              | Města                |
| John Rarick          | Louisiana  | Eileen Shearer       | Kalifornie | 40 906       | 0,0  | 0              | Americká nezávislost |
| Ellen McCormack      | New York   | Carroll Driscoll     | -          | 32 320       | 0,0  | 0              | Pravý život          |

## Volby 1984
Zvolení kandidáti museli mít minimálně 270 hlasů volitelů.
| Jméno          | Stát       | Jméno             | Stát        | Hlasy Voličů | %    | Hlasy Volitelů | Strana      |
| -------------- | ---------- | ----------------- | ----------- | ------------ | ---- | -------------- | ----------- |
| Ronald Reagan  | Kalifornie | George H. W. Bush | Texas       | 54 455 472   | 58,8 | 525            | Republikáni |
| Walter Mondale | Minnesota  | Geraldine Ferraro | New York    | 37 577 352   | 40,6 | 13             | Demokraté   |
| David Bergland | Kalifornie | Jim Lewis         | Connecticut | 228 111      | 0,3  | 0              | Liberálové  |

## Volby 1988
Zvolení kandidáti museli mít minimálně 270 hlasů volitelů.
| Jméno             | Stát          | Jméno           | Stát          | Hlasy Voličů | %    | Hlasy Volitelů | Strana       |
| ----------------- | ------------- | --------------- | ------------- | ------------ | ---- | -------------- | ------------ |
| George H. W. Bush | Texas         | Dan Quayle      | Indiana       | 48 886 597   | 53,4 | 426            | Republikáni  |
| Michael Dukakis   | Massachusetts | Lloyd Bentsen   | Texas         | 41 809 476   | 45,6 | 111            | Demokrat     |
| Lloyd Bentsen     | Texas         | Michael Dukakis | Massachusetts | —            | —    | 1              | Demokraté    |
| Ron Paul          | Texas         | Andre V. Marrou | Aljaška       | 431 750      | 0,5  | 0              | Liberálové   |
| Lenora Fulani     | —             | —               | —             | 217,221      | 0,2  | 0              | Nová aliance |

## Volby 1992
Zvolení kandidáti museli mít minimálně 270 hlasů volitelů.
| Jméno              | Stát     | Jméno                | Stát        | Hlasy Voličů | %    | Hlasy Volitelů | Strana               |
| ------------------ | -------- | -------------------- | ----------- | ------------ | ---- | -------------- | -------------------- |
| Bill Clinton       | Arkansas | Al Gore              | Tennessee   | 44 909 806   | 43,0 | 370            | Demokraté            |
| George H. W. Bush  | Texas    | Dan Quayle           | Indiana     | 39 104 550   | 37,4 | 168            | Republikáni          |
| Ross Perot         | Texas    | James Bond Stockdale | Kalifornie  | 19 743 821   | 18,9 | 0              | Nezávislý            |
| Andre Verne Marrou | Aljaška  | Nancy Lord           | Nevada      | 290,087      | 0,3  | 0              | Libertarián          |
| James “Bo” Gritz   | Nevada   | Cy Minett            | Nové Mexiko | 106 152      | 0,1  | 0              | Lidová strana        |
| Lenora Fulani      | New York | Maria Munoz          | –           | 73 622       | 0,07 | 0              | Nová alianční strana |
| Howard Phillips    | Virginie | Albion Knight Jr.    | -           | 43 369       | 0,04 | 0              | Konstituční strana   |

## Volby 1996
Zvolení kandidáti museli mít minimálně 270 hlasů volitelů.
| Jméno           | Stát        | Jméno            | Stát                 | Hlasy Voličů | %     | Hlasy Volitelů | Strana         |
| --------------- | ----------- | ---------------- | -------------------- | ------------ | ----- | -------------- | -------------- |
| Bill Clinton    | Arkansas    | Al Gore          | Tennessee            | 47 401 185   | 49,24 | 379            | Demokraté      |
| Bob Dole        | Kansas      | Jack Kemp        | New York             | 39 197 469   | 40,71 | 159            | Republikáni    |
| Ross Perot      | Texas       | Patrick Choate   | District of Columbia | 8 085 294    | 8,40  | 0              | Reformisté     |
| Ralph Nader     | Connecticut | –                | –                    | 684 871      | 0,71  | 0              | Zelení         |
| Harry Browne    | Tennessee   | Jo Jorgensen     | Jižní Karolína       | 485 759      | 0,50  | 0              | Liberálové     |
| Howard Phillips | Virginie    | Herbert Titus    | Oregon               | 184 656      | 0,19  | 0              | Textoví hráči  |
| John Hagelin    | Iowa        | Michael Tompkins | –                    | 113 670      | 0,12  | 0              | Přírodní právo |

## Volby 2000
Zvolení kandidáti museli mít minimálně 270 hlasů volitelů.
| Kandidát       | Strana          | Domácí stát | Voličů     | Voličů | Počet volitelů | Spolukandidát   | Spolukandidát Domácí stát | Spolukandidát Počet voliteů |
| Kandidát       | Strana          | Domácí stát | Počet      | Podíl  | Počet volitelů | Spolukandidát   | Spolukandidát Domácí stát | Spolukandidát Počet voliteů |
| -------------- | --------------- | ----------- | ---------- | ------ | -------------- | --------------- | ------------------------- | --------------------------- |
| George W. Bush | Republikáni     | Texas       | 50 460 110 | 47,9 % | 271            | Dick Cheney     | Wyoming                   | 271                         |
| Al Gore        | Demokraté       | Tennessee   | 51 003 926 | 48,4 % | 266            | Joe Lieberman   | Connecticut               | 266                         |
| Ralph Nader    | Zelení          | Connecticut | 2 883 105  | 2,7 %  | 0              | Winona LaDuke   | Minnesota                 | 0                           |
| Pat Buchanan   | Reformní strana | Virginie    | 449,225    | 0,4 %  | 0              | Ezola B. Foster | Kalifornie                | 0                           |
| Harry Browne   | Liberálové      | Tennessee   | 384,516    | 0,4 %  | 0              | Art Olivier     | Kalifornie                | 0                           |

## Volby 2004
Zvolení kandidáti museli obdržet minimálně 270 hlasů volitelů.
| Kandidát         | Stát             | Spolukandidát      | Stát             | Hlasy Voličů | %     | Hlasy Volitelů | Strana         |
| ---------------- | ---------------- | ------------------ | ---------------- | ------------ | ----- | -------------- | -------------- |
| George W. Bush   | Texas            | Dick Cheney        | Wyoming          | 62 040 610   | 50,74 | 286            | Republikáni    |
| John F. Kerry    | Massachusetts    | John Edwards       | Severní Karolína | 59 028 444   | 48,27 | 251            | Demokraté      |
| John Edwards     | Severní Karolína | John Edwards       | Severní Karolína | 10,834       | 0,01  | 1              | Demokraté      |
| Ralph Nader      | Connecticut      | Peter Camejo       | Kalifornie       | 465 650      | 0,38  | 0              | Nestraníci     |
| Michael Badnarik | Texas            | Richard Campagna   | Iowa             | 397 265      | 0,32  | 0              | Liberálové     |
| Michael Peroutka | Maryland         | Chuck Baldwin      | Florida          | 143 630      | 0,12  | 0              | Strana Ústavy  |
| David Cobb       | Texas            | Pat LaMarche       | Maine            | 119 859      | 0,10  | 0              | Zelení         |
| Leonard Peltier  | Pensylvánie      | Janice Jordan      | Kalifornie       | 27 607       | 0,02  | 0              | Mír a svoboda  |
| Walt Brown       | Oregon           | Mary Alice Herbert | Vermont          | 10 837       | 0,01  | 0              | Socialisté     |
| Róger Calero     | New York         | Arrin Hawkins      | Minnesota        | 10 800       | 0,01  | 0              | Sociální práce |

## Volby 2008
Zvolení kandidáti museli mít minimálně 270 hlasů volitelů.
| Kandidát         | Strana             | Domácí stát | Voličů     | Voličů | Počet volitelů | Spolukandidát | Domácí stát | Počet voliteů |
| Kandidát         | Strana             | Domácí stát | Počet      | Podíl  | Počet volitelů | Spolukandidát | Domácí stát | Počet voliteů |
| ---------------- | ------------------ | ----------- | ---------- | ------ | -------------- | ------------- | ----------- | ------------- |
| Barack Obama     | Demokraté          | Illinois    | 69 456 897 | 52,92% | 365            | Joe Biden     | Delaware    | 365           |
| John McCain      | Republikáni        | Arizona     | 59 934 814 | 45,67% | 173            | Sarah Palin   | Aljaška     | 173           |
| Ralph Nader      | nezávíslý          | Connecticut | 736 804    | 0,56%  | 0              |               |             |               |
| Bob Barr         | Liberálové         | Georgie     | 524 524    | 0,40%  | 0              |               |             |               |
| Chuck Baldwin    | Konstituční strana | Florida     | 196 461    | 0,15%  | 0              |               |             |               |
| Cynthia McKinney | Zelení             | Georgia     | 161 195    | 0,12%  | 0              |               |             |               |

## Volby 2012
Zvolení kandidáti musí mít minimálně 270 hlasů volitelů.

### Výsledky
| Kandidát              | Strana                | Domácí stát           | Voličů                | Voličů                | Počet volitelů | Spolukandidát         | Domácí stát           | Počet volitelů |
| Kandidát              | Strana                | Domácí stát           | Počet                 | Podíl                 | Počet volitelů | Spolukandidát         | Domácí stát           | Počet volitelů |
| --------------------- | --------------------- | --------------------- | --------------------- | --------------------- | -------------- | --------------------- | --------------------- | -------------- |
| Barack Obama          | Demokratická strana   | Illinois              | 60 786 989            | 50,42 %               | 332            | Joe Biden             | Delaware              | 332            |
| Mitt Romney           | Republikánská strana  | Massachusetts         | 57 890 120            | 48,02 %               | 206            | Paul Ryan             | Wisconsin             | 206            |
| Gary Johnson          | Libertariánská strana | New Mexico            | 1 139 562             | 0,95 %                | 0              | Jim Gray              | Kalifornie            | 0              |
| Jill Stein            | Strana zelených       | Massachusetts         | 396 684               | 0,33 %                | 0              | Cheri Honkala         | Pensylvánie           | 0              |
| Virgil Goode          | Konstituční strana    | Florida               | 108 195               | 0,09 %                | 0              | Jim Claymer           | Pensylvánie           | 0              |
| Roseanne Barr         | Strana míru a svobody | Havajské ostrovy      | 49 426                | 0,04 %                | 0              | Cindy Sheehan         | Kalifornie            | 0              |
| ostatní               | —                     | —                     | 185 881               | 0,16 %                | 0              |                       |                       |                |
| Celkem                | Celkem                | Celkem                | 120 556 691           | 100 %                 | 538            | Celkem                | Celkem                | 538            |
| Potřebných ke zvolení | Potřebných ke zvolení | Potřebných ke zvolení | Potřebných ke zvolení | Potřebných ke zvolení | 270            | Potřebných ke zvolení | Potřebných ke zvolení | 270            |

## Volby 2016
Zvolení kandidáti musí mít minimálně 270 hlasů volitelů.

### Výsledky
| Kandidát              | Strana                | Domácí stát           | Voličů                | Voličů                | Počet volitelů | Spolukandidát         | Domácí stát           | Počet volitelů |
| Kandidát              | Strana                | Domácí stát           | Počet                 | Podíl                 | Počet volitelů | Spolukandidát         | Domácí stát           | Počet volitelů |
| --------------------- | --------------------- | --------------------- | --------------------- | --------------------- | -------------- | --------------------- | --------------------- | -------------- |
| Donald Trump          | Republikánská strana  | New York              | 60 265 858            | 47,30 %               | 306            | Mike Pence            | Indiana               | 306            |
| Hillary Clinton       | Demokratická strana   | New York              | 60 839 922            | 47,75 %               | 232            | Tim Kaine             | Virginie              | 232            |
| Gary Johnson          | Libertariánská strana | New Mexico            | 4 152 109             | 3,26 %                | 0              | William Weld          | Massachusetts         | 0              |
| Jill Stein            | Strana zelených       | Massachusetts         | 1 250 391             | 0,98 %                | 0              | Ajamu Baraka          | Illinois              | 0              |
| Evan McMullin         | Nezávislý             | Utah                  | 437 783               | 0,34 %                | 0              | Mindy Finn            | Washington, D.C.      | 0              |
| Darrell Castle        | Konstituční strana    | Tennessee             | 181 741               | 0,14 %                | 0              | Scott Bradley         | Utah                  | 0              |
| Celkem                | Celkem                | Celkem                | 127 413 592           | 100 %                 | 538            | Celkem                | Celkem                | 538            |
| Potřebných ke zvolení | Potřebných ke zvolení | Potřebných ke zvolení | Potřebných ke zvolení | Potřebných ke zvolení | 270            | Potřebných ke zvolení | Potřebných ke zvolení | 270            |

## Volby 2020
Zvolení kandidáti musí mít minimálně 270 hlasů volitelů.

### Výsledky
| Kandidát              | Strana                | Domácí stát           | Voličů                | Voličů                | Počet volitelů | Spolukandidát         | Domácí stát           | Počet volitelů |
| Kandidát              | Strana                | Domácí stát           | Počet                 | Podíl                 | Počet volitelů | Spolukandidát         | Domácí stát           | Počet volitelů |
| --------------------- | --------------------- | --------------------- | --------------------- | --------------------- | -------------- | --------------------- | --------------------- | -------------- |
| Joe Biden             | Demokratická strana   | Delaware              | 81 268 757            | 51,31 %               | 306            | Kamala Harris         | Kalifornie            | 306            |
| Donald Trump          | Republikánská strana  | New York              | 74 216 722            | 46,86 %               | 232            | Mike Pence            | Indiana               | 232            |
| Jo Jorgensen          | Libertariánská strana | Jižní Karolína        | 1 865 720             | 1,18 %                | 0              | Spike Cohen           | Kalifornie            | 0              |
| Howie Hawkins         | Strana zelených       | New York              | 405 034               | 0,26 %                | 0              | Angela Nicole Walker  | Wisconsin             | 0              |
| ostatní               | —                     | —                     | 627 567               | 0,40 %                | 0              |                       |                       |                |
| Celkem                | Celkem                | Celkem                | 158 383 800           | 100 %                 | 538            | Celkem                | Celkem                | 538            |
| Potřebných ke zvolení | Potřebných ke zvolení | Potřebných ke zvolení | Potřebných ke zvolení | Potřebných ke zvolení | 270            | Potřebných ke zvolení | Potřebných ke zvolení | 270            |

## Volby 2024
Zvolení kandidáti musí mít minimálně 270 hlasů volitelů.

### Výsledky
| Kandidát na prezidenta | Strana             | Domovský stát      | Počet hlasů        | Počet hlasů        | Volitelů | Spolukandidát              | Spolukandidát | Spolukandidát |
| Kandidát na prezidenta | Strana             | Domovský stát      | Počet              | Podíl              | Volitelů | Kandidát na viceprezidenta | Domovský stát | Volitelů      |
| ---------------------- | ------------------ | ------------------ | ------------------ | ------------------ | -------- | -------------------------- | ------------- | ------------- |
| Donald Trump           | Republikánská      | Florida            | 77 302 580         | 49,80 %            | 312      | J. D. Vance                | Ohio          | 312           |
| Kamala Harrisová       | Demokratická       | Kalifornie         | 75 017 613         | 48,32 %            | 226      | Tim Walz                   | Minnesota     | 226           |
| Jill Steinová          | Zelení             | Massachusetts      | 862 049            | 0,56 %             | 0        | Butch Ware                 | Kalifornie    | 0             |
| Robert F. Kennedy Jr.  | Nezávislý          | Kalifornie         | 756 393            | 0,49 %             | 0        | Nicole Shanahanová         | Kalifornie    | 0             |
| Chase Oliver           | Libertariánská     | Georgie            | 650 126            | 0,42 %             | 0        | Mike ter Maat              | Virginie      | 0             |
| Ostatní                | Ostatní            | Ostatní            | 649 541            | 0,42 %             | —        | Ostatní                    | Ostatní       | —             |
| Celkem                 | Celkem             | Celkem             | 155 238 302        | 100 %              | 538      |                            |               | 538           |
| Potřeba ke zvolení     | Potřeba ke zvolení | Potřeba ke zvolení | Potřeba ke zvolení | Potřeba ke zvolení | 270      |                            |               | 270           |